# Crossotus tubericollis
Crossotus tubericollis là một loài bọ cánh cứng trong họ Cerambycidae.